# The Heat (Dan-Reed-Network-Album)
The Heat ist das dritte Studioalbum der US-amerikanischen Band Dan Reed Network.

## Entstehung
Die Band begann im Dezember 1990 in den Little Mountain Sound Studios in Vancouver mit den Aufnahmen für das Nachfolgealbum zu Slam. Produzent war wieder Bruce Fairbairn, der schon für das Debütalbum der Gruppe verantwortlich gezeichnet hatte. Fairbairn war Teil der Bläsersektion beim Song Life is Sex, wo er Trompete spielte. Zusätzlich zu den vierzehn Titeln, die für The Heat ausgewählt wurden, nahm die Gruppe auch das Lied Money, eine Coverversion eines Pink-Floyd-Titels, mit auf das Album. Diese Aufnahme war während der Arbeiten für Slam entstanden, von Nile Rodgers und Dan Reed produziert, und im August 1990 als B-Seite der Single Lover veröffentlicht worden.
Dan Reed Network waren im Sommer 1990 Vorgruppe der Rolling Stones auf der Urban Jungle Tour durch Europa und gingen anschließend auf eine Clubtour in Großbritannien. Zahlreiche Songs, die auf dem Album The Heat enthalten waren, entstanden während dieser Tourneen. Politisch war diese Zeit vom zweiten Golfkrieg geprägt, was sich auch auf das Songwriting auswirkte. Die Band sah sich veranlasst, ein Statement zur politischen Situation der Welt abzugeben, das unter dem Titel To the Tribes in den Produktionsnotizen zum Album abgedruckt wurde:

„Während der Monate, in der diese Songs aufgenommen wurden, begann und endete ein Krieg. Eine ziemlich emotionale Zeit für eine moderne Welt, die nach dem Sinn von allem sucht. Friedensproteste und Pro-Krieg-Kampagnen, Smart-Bombs und militärische Zensur, TV-Helden und brennende Ölfelder, und das alles, während wir immer noch einen anderen Krieg führen, den wir noch nicht vollständig angenommen haben, nämlich die Situation unserer Umwelt. Wenn die ökologischen Probleme sich weiter so entwickeln, werden Grenzen keine Bedeutung haben, werden religiöse Ansichten keine Bedeutung haben, wird wirtschaftliche Gier keine Bedeutung haben. Wenn wir uns nur einigen könnten, mit dieser Situation nicht einverstanden zu sein, dann könnten wir diesen schrecklichen Feind bekämpfen. Die Komplexität der Probleme wird sich ausweiten, aber es ist noch nicht zu spät, aufzuwachen.“

The Heat erschien im Juli 1991, als Singles wurden die Titel Mix It Up und Baby Now I veröffentlicht, die jedoch nur in Europa Charterfolg hatten: In Großbritannien erreichte Mix It Up Platz 49, Baby Now I Platz 60 der Charts; in den USA fielen Album und Singles durch. Hier wurde noch zusätzlich die Ballade Long Way To Go als Single veröffentlicht, konnte jedoch ebenfalls keinen Erfolg in den Charts verbuchen.
Die Titel The Salt of Joy und Let it Go wurden 1992 für den Soundtrack des Films Poison Ivy – Die tödliche Umarmung verwendet. Mix It Up war Teil des Soundtracks zum Film Excessive Force – Im Sumpf der Gewalt, und Baby Now I wurde im Film The Cutting Edge – Liebe und Eis verwendet.

## Rezeption
Der deutsche Musikexpress meinte

„The Heat heizt mit der Intensität eines Raketentriebwerks ein und schießt das bunte Netzwerk um Herrn Reed erneut in ein Universum aus den unterschiedlichsten Stilrichtungen. Daß sich Blues und Soul mit relativ einfachen Mitteln aufspacen lassen, führt Dan The Man gleich im Opener vor, gegen den Bands wie etwa die Red Hot Chili Peppers fast schon ungelenk wirken. Auch sonst haben die Networker ein paar Lektionen drauf, die gängiges Fusion-Geschwafel mit geradezu aufreizender Lässigkeit auf den Punkt bringen. Wichtige Komponenten sind dabei stets Hochspannung, Vollgas und ehrlicher Schweiß. The Heat strotzt nur so vor Leben, Begierde und Entertainment. Vielleicht die modernste und intelligenteste Musik, die man zur Zeit kaufen kann.“

Das britische Magazin Raw vergab vier Sterne und schrieb über The Heat:

„Fünfzehn Titel, die so stark sind, wie „Slam“ zusammengeflickt war. Tatsächlich ist „The Heat“ weitaus näher am Geist und Gefühl des klassischen ersten Albums, als das von Nile Rodgers produzierte Nachfolgealbum. Dan Reed war schon immer in der Lage, einen oder zwei griffige Refrains zu schreiben, aber diesmal ist er absolut an seine Grenzen gegangen! […] Insgesamt ist ‚The Heat‘ für die Band ein großer Schritt nach vorn, der ihr denselben Erfolg in den USA bringen sollte, den sie hierzulande schon hat.“

Das deutsche Rock Hard vergab 8 Punkte und schrieb:

„Wie sonst wäre es zu erklären, daß "The Heat" einen klaren Schritt zurück, allerdings im positiven Sinne, eben Richtung Debüt darstellt? Songs wie ‚Baby Now I‘, Mix It Up' oder 'Thy Will Be Done' sind extrem groovy und tanzbar und dürften in Diskotheken für volle Tanzflächen sorgen. Daß auf dem Album auch einige schwächere, soll heißen: nicht so markante Tracks stehen, kann man DAN REED verzeihen, denn alles in allem ist "The Heat" ein Schritt in die richtige Richtung, und das wird mit 8 fetten Punkten belohnt.“

Metal Hammer war anderer Auffassung:

„Nun, wer meint, daß mit diesem Werk der Durchbruch für die Herren gelingen könnte, dürfte der Hafer gewaltig stechen. Bei The Heat haben wir es mit einem – zugegeben wohlklingenden – Abklatsch des zweiten Albums Slam zu tun. Leider. Todsünde Nr. 1: Eine haarsträubende Coverversion des Pink Floyd-Klassikers ‚Money‘. Nicht, daß ich nun der orthodoxe Floyd-Fanatiker wäre, aber wer wagt, muß nicht immer gewinnen. Angehörs dieser entstellten Verballhornung hätte auch Mr. Fairbairn die Bremse guten Geschmacks ziehen müssen: ‚Let Sleeping Dogs Lie!‘ Und sie wurden doch geweckt, die schlafenden Hunde. Todsünde Nr. 2: Die schlimme Blues-Anbiederung C‚hill Out‘ mit verspieltem Grammophon-Effekt; hatten wir schon seit Satriani nicht mehr. Ansonsten – bedauerlicherweise sind hier nennenswerte Kracher absolute Mangelware. Zu harmlos und langweilig; ins Schwitzen kommt man hier nicht.“

The Heat war die erfolgreichste Veröffentlichung der Band in Großbritannien, in den USA fiel das Album dagegen durch.

## Titelliste
1. 4:07 – Baby Now I (Brannon, James, Pred, Reed, Sakamoto)
2. 4:32 – Blame It on the Moon (Brannon, James, Pred, Reed, Sakamoto)
3. 4:39 – Mix It Up (Brannon, James, Pred, Reed, Sakamoto)
4. 4:17 – The Heat (Brannon, James, Pred, Reed, Sakamoto)
5. 4:46 – Let It Go (Brannon, James, Pred, Reed, Sakamoto)
6. 3:30 – Love Don’t Work That Way (Brannon, James, Pred, Reed, Sakamoto)
7. 3:59 – Money (Waters)
8. 3:36 – Chill Out (James, Reed)
9. 4:30 – Life Is Sex (Brannon, James, Pred, Reed, Sakamoto)
10. 5:01 – The Salt of Joy (Brannon, James, Pred, Reed, Sakamoto)
11. 4:35 – Take My Hand (Brannon, James, Pred, Reed, Sakamoto)
12. 4:06 – The Lonely Sun (Brannon, James, Pred, Reed, Sakamoto)
13. 4:47 – Thy Will Be Done (Reed, Stiles)
14. 4:19 – Wake Up (Brannon, James, Pred, Reed, Sakamoto)
15. 3:32 – Long Way to Go (Brannon, James, Pred, Reed, Sakamoto)